# Železniční trať Krásná Lípa – Panský
Železniční trať Krásná Lípa – Panský (v jízdním řádu pro cestující označená jako část trati 084) je jednokolejná regionální trať. Provoz na ní byl zahájen v roce 1902.

## Provoz
V roce 2023 po trati jezdily sezónní vlaky linek T2, T9 a T10.
Linka T2, respektive „Vlak Českého Švýcarska“ využíval trať Krásná Lípa - Panský na lince do Mikulášovic dolního nádraží, byly zde nasazovány motorové vozy řady 810 společnosti České dráhy. V pracovní dny šlo o pět vlaků ve směru Krásná Lípa - Mikulášovice dolní nádraží a o čtyři vlaky v opačném směru, které však jely pouze mezi 3. červencem a 1. zářím. O víkendech projížděl po trati jeden vlak z Krásné Lípy do Mikulášovic dolního nádraží a dva vlaky v opačném směru, všechny v období platnosti SELČ.
Trať využíval také víkendový „Brtnický cyklovlak“, jedoucí jako součást linky T2 na trase Děčín hl. n. - Česká Kamenice - Krásná Lípa - Panský - Mikulášovice dolní nádraží. Spoj byl v minulosti obsluhován soupravou tvořenou lokomotivou řady 714 a dvěma vozy Bdtx766. V letech 2022 a 2023 se však v čele vlaků objevovaly i lokomotivy řady 742, soupravu pak v roce 2023 tvořily dva vozy řady Bdtn757.
Víkendový provoz byl doplněn Lužickohorským rychlíkem (linka T10) společnosti KŽC Doprava, který trať využíval pro dopolední cestu z Krásné Lípy do Panského a Mikulášovic dolního nádraží a odpolední cestu zpět do Prahy, oblast tak měla přímé spojení s hlavním městem. Rychlík jezdil od dubna 2021 v období platnosti SELČ a byla na něj nasazována souprava tvořená lokomotivou řady 749, vozem B a vozem RBDs, který je vybaven barovým oddílem.
Společnost Die Länderbahn provozovala v roce 2023 v oblasti vlaky linky T9. Pár víkendových vlaků jezdil v trase Liberec - Zittau - Varnsdorf - Rybniště - Krásná Lípa - Panský - Mikulášovice dolní nádraží a projížděl po trati Krásná Lípa - Panský. Linka T9 byla taktéž provozována pouze v období platnosti SELČ. Spoje byly obsluhovány motorovou jednotkou řady 642 Siemens Desiro, případně motorovým vozem řady 650 Regio-Shuttle RS1. Z Mikulášovic dolního nádraží do Rumburka a zpět jezdil přes Panský a Krásnou Lípu také pár vlaků na lince T2, obsluhovaný taktéž společností Die Länderbahn.

## Navazující tratě

### Krásná Lípa
- Železniční trať Děčín – Rumburk

### Panský
- Železniční trať Rumburk – Panský – Mikulášovice

## Stanice a zastávky

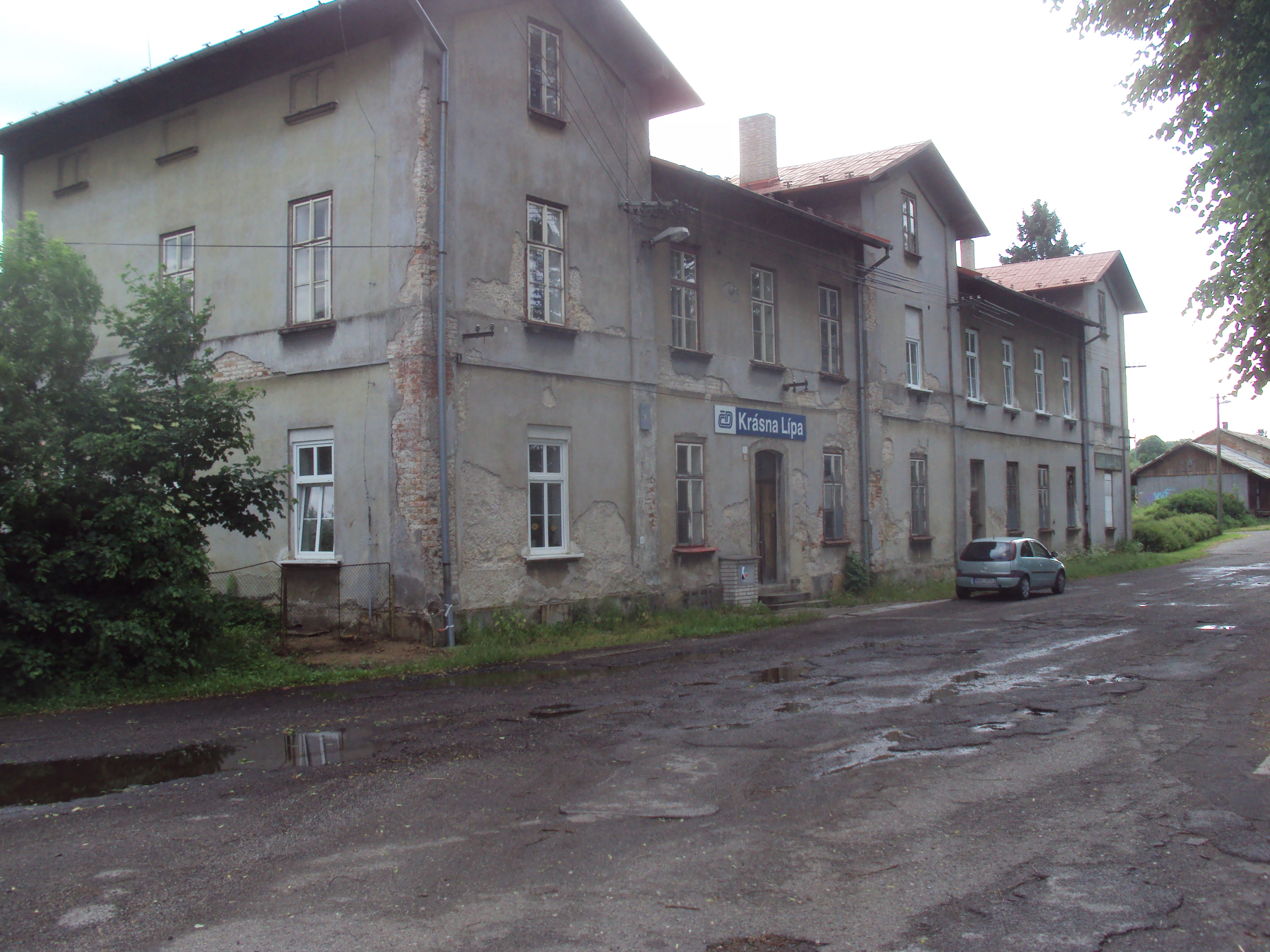
Krásná Lípa
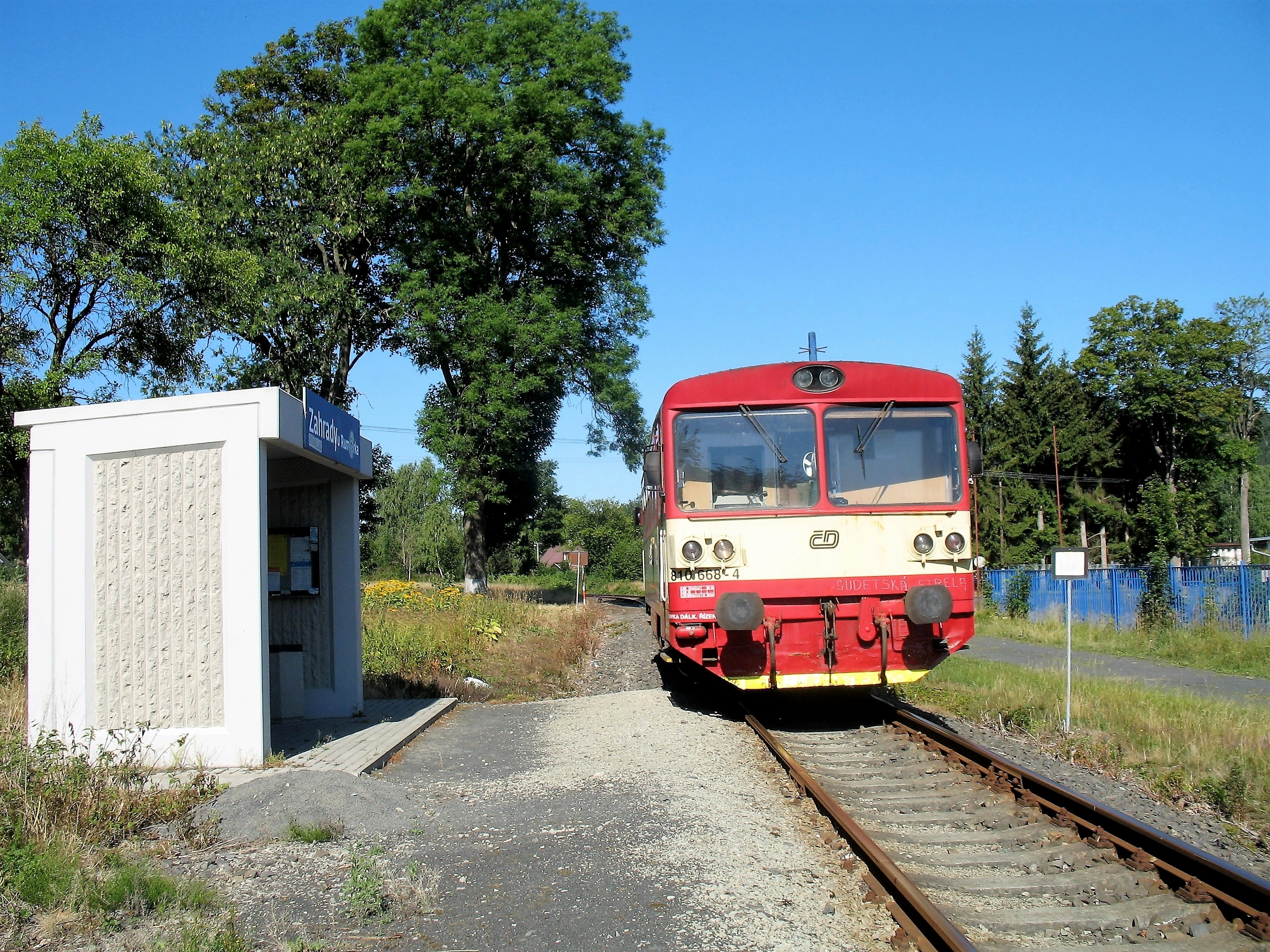
Zahrady u Rumburka
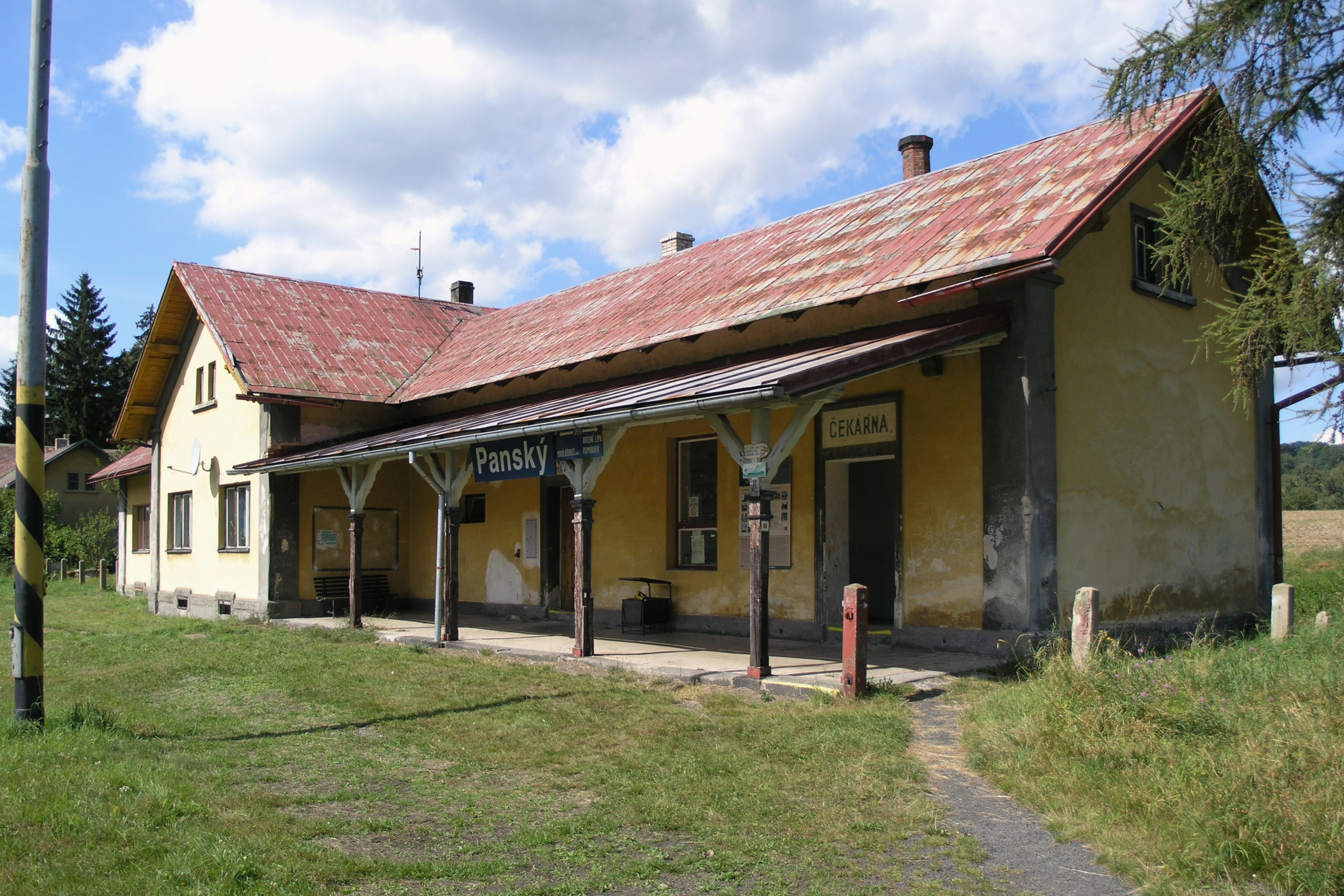
Panský